# Szaja Uger
Szaja Uger (Unger) (ur. 15 sierpnia 1873 w Horoszkach na Wołyniu, zm. 15 listopada 1939 w Łodzi) – redaktor, dziennikarz prasy żydowskiej, działacz społeczny, także działacz organizacji sportowych, gimnastycznych.

## Życiorys
Syn Joela Sussmanna (1842–1914), wywodzącego się z rodu reb Akiby Eigera. Wychowywał się i podstawowe wykształcenie uzyskał w Żytomierzu, gimnazjum ukończył w Moskwie.
Na Uniwersytecie w Królewcu studiował filozofię, w Wyższej Szkole Technicznej Charlottenburg technologię.
Jako trzynastolatek publikował swoje utwory w odeskich dziennikach: „Fołksbłat”, „Hamelic” („Mówca”) i „Hajom” („Dzień”).
Od 1897 r. był stałym współpracownikiem pisma „Die Welt”, wydawanego przez teoretyka syjonizmu Theodora Herzla, recenzje teatralne zamieszczał w pismach rosyjskich, korespondencje we „Frankfurter Zeitung”. Po ukończeniu studiów w Niemczech, przez pewien czas przebywał w Petersburgu, podejmując stałą współpracę z tamtejszymi pismami żydowskimi: „Frajnd”, „Der Tog”, z warszawskim „Telegrafem”, wydawanym przez Nachuma Sokołowa, oraz „Teater-Welt” Herszla Eppelberga.
Około 1905 r. przybył do Łodzi, gdzie już od r. 1894 mieszkali jego rodzice. Pracę dziennikarza w Łodzi rozpoczął w niemieckiej „Neue Lodzer Zeitung”, ale już w 1907 r. przystąpił przy udziale księgarza Abrahama Kassmana (ur. 1877) do wydawania pierwszej w Łodzi żydowskiej gazety „Łodzier Nachrichtn”. Pierwszy numer ukazał się w połowie stycznia 1907 r. i chociaż Uger został wkrótce aresztowany i osadzony w więzieniu, nadal redagował gazetę. Po 7 miesiącach gazeta przestała się ukazywać, widocznie jej treść nie zainteresowała wystarczającej liczby czytelników.
Kolejną, tym razem długotrwałą inicjatywą prasową była gazeta „Łodzier Togbłat”, której wydawaniem zajęli się bracia Emanuel i Mendel Hamburscy, powierzając Ugerowi jej redakcję.
Podczas I wojny światowej w czerwcu 1915 r. niemiecka Presse Verwaltung zawiesiła wydawanie gazety, co stało się powodem interpelacji socjaldemokratycznych posłów w Reichstagu. Po niespełna roku „Łodzier Togbłat” został wznowiony i ukazywał się do 21 lutego 1936 r.
W latach 1915–1916 był przewodniczącym łódzkiego Klubu Rzemieślniczego i lektorem w żydowskim domu ludowym „Beit Am”, wygłaszając tam odczyty na temat języka i literatury żydowskiej oraz problemów narodowych.
W wyniku wyborów przeprowadzonych w styczniu 1917 r., kandydując z listy Centralnego Żydowskiego Komitetu Wyborczego, został członkiem Rady Miejskiej m. Łodzi, a mandat radnego sprawował do końca kadencji w 1919 r.
Był jednym z organizatorów żydowskiego sportu gimnastycznego, działaczem Łódzkiego Żydowskiego Towarzystwa Gimnastyczno-Sportowego.
W różnych latach ukazało się kilka opowiadań, przekładów i wydawnictw okolicznościowych jego autorstwa, wydawanych najczęściej nakładem E. Hamburskiego. Podobno Juliusz Adler wystawił sztukę Ugera Kapitan Dreyfus już w 1916 r., ale ponieważ Adler otworzył teatr żydowski „Scala” dopiero na początku lat 20. XX w., więc sztuka została zapewne wystawiona wcześniej w Teatrze Wielkim już za dyrekcji Moryca Wachsmana, następcy Icchoka Zandberga.
Był prezesem Towarzystwa Wzajemnej Pomocy „Ezro”.
W 1920 r. wyjechał do Ameryki i wydał w Chicago kilka numerów ilustrowanego magazynu „Die jidysze biznes weit”, był też współpracownikiem pism „Morgn Żurnal” i „Amerikaner”.
Po powrocie w 1922 r. do Łodzi był wschodnim korespondentem pisma „Morgn Żurnal”.
Jego humorystyczne jednoaktówki Asymilator i Rezerwista były wykonywane na prowincji przez zdolnego aktora S. Kustina.
Był prezesem łódzkiego Związku Literatów i Dziennikarzy Żydowskich (1918).
W latach 30. XX w. mieszkał przy ul. G. Narutowicza 36.
Po wybuchu wojny i zajęciu Łodzi przez hitlerowców został aresztowany 9 listopada 1939 r., gdyż należał do podlegającej eksterminacji inteligencji polskiej i żydowskiej. 12 listopada 1939 r. skazany został na śmierć wyrokiem sądu doraźnego. Zanim zginął, był przez trzy dni nieludzko torturowany przez hitlerowców.